# Nekresi

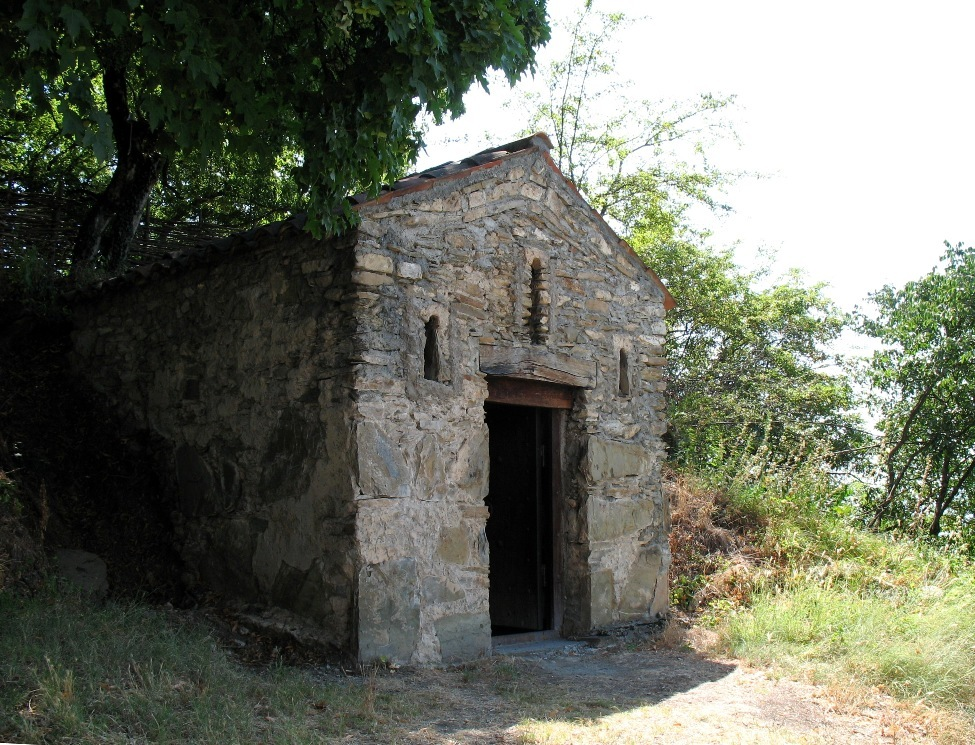
Basilika aus dem 4. Jahrhundert, das älteste Gebäude des Klosters

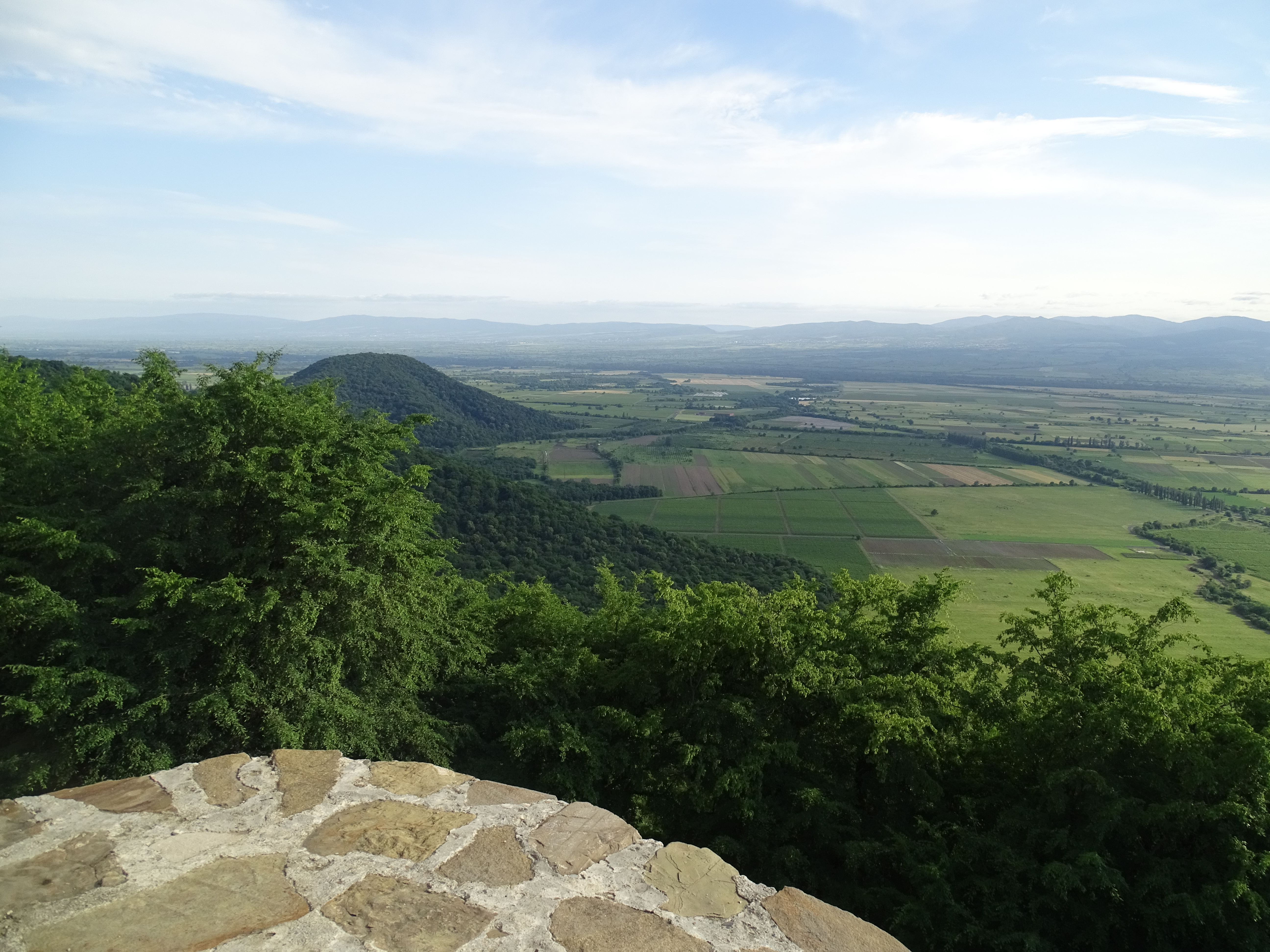
Aussicht von Nekresi auf das Alasani-Becken

Nekresi oder Nekressi (georgisch ნეკრესი; nɛkʼrɛsɪ) ist ein historischer georgischer Ort und heute ein georgisch-orthodoxes Kloster in der Region Kachetien, Munizipalität Qwareli. Das Kloster liegt oben auf einem Bergrücken zwischen den Orten Schilda und Qwareli. Die Stadt wurde im 2. oder 1. Jahrhundert v. Chr. von dem iberischen König Parnadschom gegründet. Im 4. Jahrhundert ließ König Mirdat in Nekresi eine Kirche errichten, in der im 6. Jahrhundert  Abibos Nekresseli wirkte, einer von den dreizehn syrischen Vätern. In dieser Zeit wurde auch das Bistum von Nekresi gegründet, das bis ins 19. Jahrhundert existierte. Das Bistum umfasste nicht nur das kachetische Gebiet, sondern auch einen kleinen Teil von Dagestan, Didoeti. 
Bald wurde die Stadt Nekressi ein wichtiger Ort nicht nur im georgischen Iberien, sondern in ganz Ostkaukasien. Von diesem strategischen Punkt konnten die iberischen Könige die Gebiete des ostkaukasischen Hochlands leicht regieren, deshalb konnten diese Gebiete kulturell und politisch unter den starken Einfluss Georgiens geraten. Nekresi war ein Zentrum der Ausbildung. Einige Mönche waren gleichzeitig Hagiografen.
Der Klosterkomplex Nekresi liegt auf einem Bergrücken und besteht aus mehreren Kirchen und Klostergebäuden. Das älteste Gebäude des Klosters, die kleine Basilika aus dem 4. Jahrhundert, ist gleichzeitig eine der ältesten noch heute vorhandenen Kirchen in Georgien. Im Kloster gibt es noch eine große Basilika aus dem 7. Jahrhundert, die ein Beispiel für eine Dreikirchenbasilika, ein eigenständiger georgischer Kirchenbautyp ist. Im 8. Jahrhundert wurde in Nekresi eine neue Kirche mit Kuppel errichtet. 
Das heutige Männerkloster ist für Besucher nicht zugänglich. Im Komplex steht auch ein zweistöckiger Palast für den Bischof von Nekresi. Der Palast stammt aus dem 8./9. Jahrhundert. Im 16. Jahrhundert wurde im Kloster ein Turm errichtet.
In der Ebene befindet sich unter diesem Namen eine archäologische Ausgrabungsstätte.